# Erythropterus boliviensis
Erythropterus boliviensis là một loài bọ cánh cứng trong họ Cerambycidae.